# Lista de seleções participantes no Campeonato Europeu de Futebol de 1996
O Campeonato Europeu de Futebol de 1996 foi disputado na Inglaterra por 16 selecções de futebol.
Cada uma das 16 selecções teve o direito de alistar 23 jogadores. Cada jogador envergou o mesmo número na camisola durante todos os jogos do torneio.